# Ley de Transparencia y Acceso a la Información Pública
En Perú entró en vigor desde 2002 la Ley de Transparencia y Acceso a la Información Pública, en que cualquier persona puede acceder o solicitar información sin costo. Este se basa en el numeral 5 del Artículo 2 de la Constitución Política del Perú, y busca fomentar la transparencia de información. Fue en su momento como una de las normas pioneras en la región sudamericana.

## Contexto
Históricamente no existió un sistema que el Poder Legislativo permita acceder a información considerada pública. Durante el Fujimorato, hubo dificultad de obtención de información gubernamental por parte de la oposición, para 1995 solo los congresistas lograron en obtener una parte de ella. En 1998, el congresista Carlos Ferrero Costa presentó el proyecto de ley «Desarrollo Fundamental al acceso a la información que obra en Poder de la Administración Pública». Pese a ello, fue difícil procesar si la información es verídica, en especial a la población más alejada de Lima debido a que los diarios, cuyos periodistas podrían enterarse de primera fuente con el Estado, suelen ser costos a causa del envío aéreo.
Con el gobierno de transición de Valentín Paniagua, el derecho de acceso se estableció con el Decreto Supremo 018-2001-PCM. A su vez, el entonces presidente del Consejo de la Prensa Peruana, Enrique Zileri, presentó los Principios de Lima en que participaron la Defensoría del Pueblo, institución que promocionó el derecho a la información pública. Luego, con la llegada de Alejandro Toledo, en que señaló que en la época de «la cultura de Internet», propuso que toda la información esté disponible allí; uno de los logros fue la liberación en casi su totalidad del informe final de la Comisión de la Verdad y Reconciliación con la ayuda de la Defensoría del Pueblo.
La ley nace en 2002 con el instaurado Foro del Acuerdo Nacional, con la política sobre Estado eficiente, transparente y descentralizado en que se trató la «promoción de la ética y la transparencia y la erradicación de la corrupción, el lavado de dinero, la evasión tributaria y el contrabando en todas sus formas». Se publicó oficialmente el 3 de agosto de 2002 (número 27806). Sin embargo, debido a las reclamaciones de la Defensoría del Pueblo cuando manifestó el texto El acceso a la información pública, se relanzó el reglamento ya corregido el 4 de febrero de 2003 (número 27927).
Una serie de procedimientos se basan en el Decreto Supremo n.° 043-2003-PCM, lanzado el 24 de abril de 2003, bajo el denominado Texto único de procedimientos administrativos (TUPA).
Con la promulgación del Decreto Legislativo 1412 en 2018, se implementan los comités de Gobierno Digital. En 2019 se lanzó la segunda versión del procedimiento con el Decreto Supremo n.° 021-2019-JUS.

### Implementación en instituciones públicas
En sus primeros años el proceso fue muy ralentizado debido a la carencia de una autoridad encargada de cumplir este derecho, la nula participación del Archivo General de la Nación, además que el gran obstáculo para finales de los años 2000 fue falta de políticas sobre el lenguaje claro. Más allá del portal del gobierno central con la obligación de sus Portales de Transparencia, las municipalidades fueron reacios en entregar detalles de sus sesiones concejales con la entonces Ley Orgánica de Municipalidades (27972); en donde el ciudadano necesitaba la autorización de las entidades para conseguir información, contradiciendo con la Constitución de 1993.
Adicionalmente, hubo desconocimiento o desinterés de los Gobiernos Regionales; el Consejo de la Prensa Peruana señaló que trece portales de gobiernos regionales no cumplieron las normas de acceso de datos para 2005. Por lo que la extensión a varios portales digitales ocurrió mucho después, sobre todo durante la pandemia de COVID-19. En el año 2012 la Defensoría del Pueblo denunció que en seis gobiernos regionales se evidenció la falta de directivas archivísticas y sus procedimientos para organizar archivos históricos de propiedad pública.
En 2015, 771 gobiernos locales poseen al menos un portal web de transparencia, mientras que en 2020 los municipios de la provincia constitucional del Callao son lo únicos a nivel nacional en llevar todos los portales en su jurisprudencia. Además, para 2024, el 48 % de los gobiernos regionales no presentaron su declaración jurada, requerida para garantizar la rendición de cuentas a la ciudadanía.
En los años 2010, se estableció el Portal de Transparencia Estándar, accesible desde gob.pe. Uno de ellos es el Congreso de la República que implementó su portal, incluyendo su registro de visitas, que fue limitado en 2023.

## Apertura de datos
El encargado del procedimiento de apertura de datos pasó posteriormente a manos de la Autoridad Nacional de Transparencia y Acceso a la Información Pública (Antaip) por Decreto Legislativo 1353 (2017). Este ente forma parte del Plan de Gobierno Abierto. Como extra, las decisiones sobre que información es abierta o no, tal es el caso del habeas data (establecido en la ley 28237), está a cargo del Tribunal de Transparencia y Acceso a la Información Pública (Ttaip), unidad orgánica adscrita al Ministerio de Justicia y Derechos Humanos, que fue aperturado en diciembre de 2018.

### Uso de la información
En general, toda la información es de difusión pública, salvo las excepciones dispuestas por la ley, incluso la Constitución de 1993 establece el derecho a la inviolabilidad y al secreto de las telecomunicaciones cuando se usa plataformas de comunicación no asignadas por el Estado. No tiene coste, a pesar de que instituciones como el Ministerio Público intentaron ofrecer cobros de forma ilegítima.
La apertura de información aplica a todo el sector público, a excepción de las Fuerzas Armadas o la Policía Nacional. Para evitar el silencio administrativo, el artículo 11 de la ley de transparencia de 2002 estableció el plazo máximo de siete días para atender las consultas. Además, se prohíbe deshacerse de la información lista para su difusión.
Entre la información que no se considera pública está:
- Contenido clasificado en el ámbito militar como la policía y la milicia. Esto fue determinante para la investigación sobre la represión policial, durante la convulsión social.[31]
- Contenido clasificado, en reserva o confidencial en el ámbito de inteligencia como el Sistema de Inteligencia Nacional. Por ejemplo, el uso de las cámaras de seguridad del Palacio de Gobierno, durante el mandato de Dina Boluarte.[32]
- Recomendaciones previas a la toma decisiones del gobierno, cuando estas no sean publicadas.

Con el tiempo el derecho de acceso se extendió a otras instituciones como se menciona en el artículo 11 de la ley universitaria de 2014, en que se obliga a mostrar los ingresos y gastos de las entidades.